# 鹑螺
鹑螺（学名：Tonna perdix），是异足目鹑螺科鹑螺属的一种。主要分布于印度尼西亚、中国，常栖息在潮间带至水深50米。